# Eibischblättrige Winde
Die Eibischblättrige Winde (Convolvulus althaeoides) ist eine Pflanzenart aus der Familie der Windengewächse (Convolvulaceae).

## Beschreibung
Die krautige Pflanze mit niederliegenden oder windenden, schlanken und behaarten Stängeln bildet bis zu 1 Meter lange Triebe. Die wechselständigen Laubblätter sind deutlich gestielt, wobei die unteren herz-eiförmig und buchtig sind.
Die zwittrigen, radiärsymmetrischen, fünfzähligen Blüten stehen zu bis zu dritt an blattachselständigen Stielen, die etwa 6 Zentimeter lang, und somit länger als die Blätter werden. Die verwachsenen tiefrosa Kronblätter bilden eine trichterförmige Krone, die etwa 4 Zentimeter lang wird. Die Kapselfrucht ist behaart.
Die Blütezeit ist April bis Juli.
Die Chromosomenzahl beträgt für Convolvulus althaeoides subsp. althaeoides 2n = 40.

## Verwechslungsmöglichkeiten
Die Eibischblättrige Winde (Convolvulus althaeoides L.) unterscheidet sich von der ähnlichen Convolvulus elegantissimus Mill. durch die eher seicht gelappten bis gekerbten Blätter mit breiten Abschnitten. Convolvulus elegantissimus Mill. (Syn.: Convolvulus althaeoides subsp. tenuissimus (Sm.) Batt.; Convolvulus althaeoides subsp. elegantissimus (Mill.) Quézel & Santa nom. inval.) besitzt bis zur Mittelrippe tief gelappte Blätter mit schmalen Abschnitten. Manche Autoren haben beide Arten auch als Unterarten zu einer Art nämlich Convolvulus althaeoides gestellt.

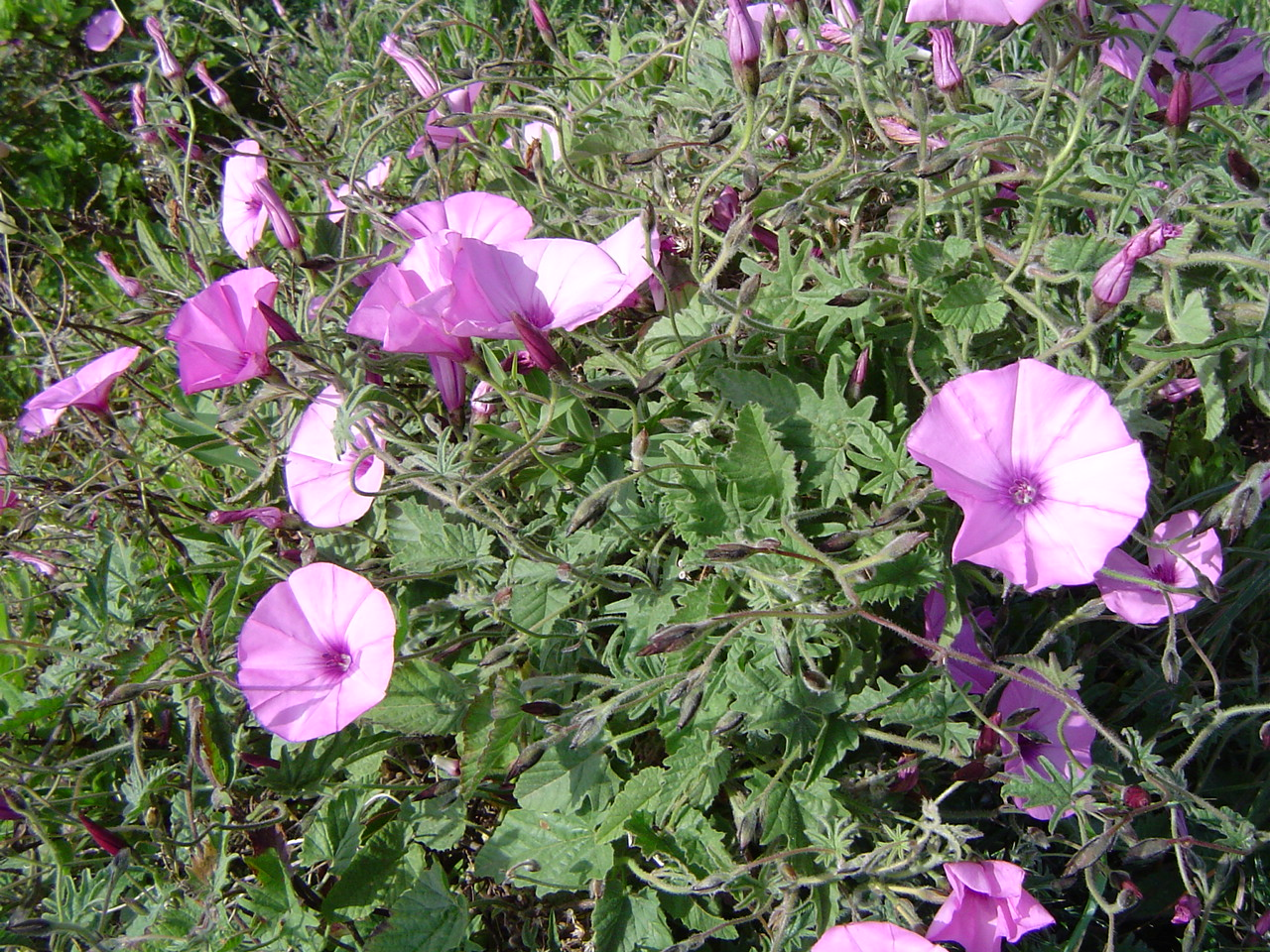
Eibischblättrige Winde (Convolvulus althaeoides)

## Vorkommen
Als Standort werden trockene Kultur- und Brachflächen bevorzugt. Das Verbreitungsgebiet dieser mediterranen Art umfasst die Kanaren und den gesamten Mittelmeerraum.

## Unterarten
Es können zwei Unterarten unterschieden werden:
- Convolvulus althaeoides subsp. althaeoides (Syn.: Convolvulus althaeoides subsp. darnitanus Maire): Sie kommt in Makaronesien vor und vom Mittelmeerraum bis zum Tschad.[2]
- Convolvulus althaeoides subsp. tenuissimus (Sm.) Batt. (Syn.: Convolvulus elegantissimus Mill.): Sie kommt im südlichen und östlichen Mittelmeerraum vor.[2]